# Dominique Noguez
Pour les articles homonymes, voir Noguez.
Dominique Noguez, né le 12 septembre 1942 à Bolbec (Seine-Inférieure) et mort le 15 mars 2019 à Paris,, est un écrivain et critique cinématographique français.

## Biographie
Dominique Noguez est ancien élève de l'École normale supérieure, où il est entré en 1963, agrégé de philosophie, et docteur d'État,.
Il enseigne à l'université de Montréal, puis à l'université Paris 1 Panthéon-Sorbonne. Spécialiste d'esthétique, il est un des premiers à écrire en France sur le cinéma underground nord-américain et sur le cinéma expérimental en général, et aide à faire connaître de nombreux cinéastes, notamment Teo Hernàndez, Patrick Bokanowski, Maria Klonaris, Katerina Thomadaki ou encore  Stéphane Marti parmi de nombreux autres. Il est « spécialiste mondial de l’écrivain Raoul Ouffard et du cinéaste Paul Vanderstrick. »
Se consacrant aussi à la littérature, il publie son premier roman en 1981, M et R, il écrit des romans et des essais, certains à la fois délurés et saugrenus, tels Les Trois Rimbaud, paru en 1986, où il fait vivre Arthur Rimbaud jusqu'en 1937, ou encore Lénine Dada, publié en 1989 où il imagine Lénine en quasi-fondateur du mouvement dada.
En 1992-1993, il préside Avenir de la langue française.
En 2000, il est désigné pour être rapporteur chargé de sélectionner des pensionnaires de l'Académie de France à Rome.
Passionné par la vie littéraire, il s'attache à défendre et faire connaître d'autres écrivains, notamment lorsqu'ils sont perçus comme mal-pensants par l'époque, à l'exemple de Michel Houellebecq. Il défend aussi le rayonnement de la langue française ; La Colonisation douce porte la dédicace : « À Gaston Miron et à nos frères du Québec ; aux francophones de l'an 3000 ».
En 2009, les frères Larrieu portent à l’écran son roman Les Derniers Jours du monde dans un film au même titre, avec Mathieu Amalric dans le rôle principal.
Il fait partie des jurys du prix de l'Humour noir, du prix Marguerite-Duras et du prix Décembre.

 
Dans son récit autobiographique Une année qui commence bien, paru en 2013, il se souvient d'une histoire d'amour vaine et malheureuse qu'il a eue à la cinquantaine avec un homme de vingt-quatre ans, rencontré en 1993 lors d'un colloque,. « Près de vingt ans ont passé entre les premières pages et l’achèvement du texte », mais, selon ses propres termes, « l’essentiel du livre, je l’ai écrit, dans sa forme définitive, en trois ans, de 2009 à 2012. » Pour Florent Georgesco, dans l'avis critique du Monde des livres : 

« Par l’intensité, la richesse stylistique de sa traque du plus particulier, [l'auteur] atteint au plus communément humain. La rectitude n’est pas une qualité qu’il soumettrait à notre admiration. Elle est la forme même du récit, et une forme neuve, inventée à mesure, qui donne au texte sa violente et impérieuse beauté. »

En 2018 sort L'Interruption, aux éditions Flammarion. En 2019, il publie Encore une citation, monsieur le bourreau ! chez Albin Michel.
Il meurt le 15 mars 2019, une quinzaine de jours après la publication de ce dernier livre.

## Engagement politique
Proche de Jean-Pierre Chevènement et bien qu'ayant voté oui au traité de Maastricht, il a été candidat aux élections européennes de 1994 sur la liste du MDC. Il soutient ensuite, en 2002, la candidature de Jean-Pierre Chevènement à la présidence de la République.

## Œuvres

### Essais sur le cinéma
- Essais sur le cinéma québécois, Montréal, Les Éditions du Jour, 1970
- Le Cinéma, autrement, Union Générale d'Editions 10/18, 1977 ; rééd. aux Éditions du Cerf, 1987
- Éloge du cinéma expérimental, Centre Pompidou, 1979, rééd. par Paris expérimental en 1999 et 2010
- Trente ans de cinéma expérimental en France (1950-1980), A.R.C.E.F., 1982
- Une renaissance du cinéma : le cinéma "underground" américain, Méridien-Klincksieck, 1985 ; seconde édition, Paris expérimental, 2002
- Ciné-Journal (1959-1971) de Jonas Mekas (préface et traduction), Paris Expérimental, 1992
- Ce que le cinéma nous donne à désirer - Une nuit avec La notte, Crisnée, Yellow Now, 1995
- Cinéma &, Paris expérimental, 2010

### Romans et récits
- M & R, roman, Robert Laffont, 1981
- Les Deux Veuves, récit, La Différence, 1990
- Les Derniers Jours du monde, roman, Robert Laffont, 1991 — adapté au cinéma par Arnaud et Jean-Marie Larrieu
- Les trente-six photos que je croyais avoir prises à Séville, récit, Maurice Nadeau, 1993
- Les Martagons, roman, Gallimard, coll. « L'infini », 1995 ; Folio, 1999 — prix Roger-Nimier, 1995
- Amour noir, roman, Gallimard, coll. « L'Infini », 1997 ; Folio, 1999 — prix Femina, 1997
- L'Embaumeur, roman, Fayard, 2004 ; Le Livre de Poche, 2006
- Une année qui commence bien, récit autobiographique, Flammarion, 2013[3],[7]
- L'Interruption, roman, Flammarion, 2018

### Essais et textes divers
- Dandys de l'an 2000, Hallier, 1977 [sous le pseudonyme de Collectif Givre] ; Le Rocher, 2002
- Ouverture des veines et autres distractions, Robert Laffont, 1982 ; PUF, 2002
- Les Trois Rimbaud, Éditions de Minuit, 1986
- Le Retour de l'espérance, Cognac, le Temps qu'il fait, 1987
- Épigrammes de Martial (présentation, choix et traduction), La Différence, 1989 ; Arléa, 2001 et 2006
- Lénine dada, Robert Laffont, 1989 ; Le Dilettante, 2007
- Sémiologie du parapluie et autres textes, La Différence, 1990
- Tombeau pour la littérature, essais, La Différence, 1991
- La Colonisation douce — Feu la langue française ?, carnets, Éditions du Rocher, 1991 ; Arléa Poche 1998
- Aimables quoique fermes propositions pour une politique modeste, Éditions du Rocher, 1993
- Derniers Voyages en France, notes et intermèdes, Champ Vallon, 1994
- L'Arc-en-ciel des humours - Jarry, Dada, Vian, etc., essai, Hatier, 1996 ; Le Livre de Poche, coll. Biblio Essais, 2000
- Je n'ai rien vu à Kyoto — Notes japonaises (1983-1996), Éditions du Rocher, 1997
- Cadeaux de Noël, Zulma, 1998 (prix de l'Humour noir, 1999)
- Immoralités suivi d'un Dictionnaire de l'amour, Gallimard, coll. « L'Infini », 1999
- Le Grantécrivain et autres textes, 2000
- Duras, Marguerite, 2001
- Les Plaisirs de la vie, Rivages, 2001
- Comment rater complètement sa vie en onze leçons, 2002
- L'Homme de l'humour, 2004
- Vingt choses qui nous rendent la vie infernale, Payot et Rivages, 2005 ; Rivages poche, 2007
- Avec des si (avec des dessins de Selçuk Demirel), Flammarion, 2005 ; J'ai lu, 2007
- La Véritable Histoire du football & autres révélations, Gallimard, 2006
- Dans le bonheur des villes : Rouen, Bordeaux, Lille, 2006
- Œufs de Pâques au poivre vert, Zulma, 2008
- Duras, toujours, Actes Sud, 2009
- Soudaine mélancolie (aphorismes), Payot et Rivages, 2010
- Montaigne au bordel & autres surprises[4], Maurice Nadeau, 2011
- La Véritable Origine des plus beaux aphorismes, Manuels Payot, Payot & Rivages, 2014[9]
- Pensées bleues (dessins de Pierre Le-Tan), Équateurs, 2015
- Projet d'épitaphe précédé de cinq poèmes plus longs, Éd. du Sandre, 2016
- Causes joyeuses ou désespérées, Albin Michel, 2017
- Encore une citation, monsieur le bourreau !, Albin Michel, 2019

### Filmographie
Films expérimentaux :
- Tosca, 16 mm, 1978
- Fotomatar, 16 mm, 1979
- Una Vita, 16 mm, 1981

## Distinctions
- Prix Roger-Nimier 1995 pour Les Martagons, Gallimard
- Prix Femina 1997 pour Amour noir, Gallimard[3]
- Prix de l'Humour noir 1999 pour Cadeaux de Noël, Zulma[11]
- Lauréat de la bourse Cioran, attribuée par le Centre national du livre, en 2002
- 2012 : « Transcendant Satrape » au Collège de ’Pataphysique
- Prix Jean-Jacques-Rousseau 2014 pour Une année qui commence bien, Flammarion
- Prix d'Académie 2017, décerné par l'Académie française, pour l'ensemble de son œuvre[12]

## Adaptation de son œuvre au cinéma
- 2009 : Les Derniers Jours du monde, d'après son roman éponyme publié en 1991, film français réalisé par les frères Larrieu, avec Mathieu Amalric dans le rôle principal.